# Folkwang Universität
De Folkwang Universität der Künste is een universiteit voor muziek en podiumkunsten, beeldende kunst en kunstwetenschap in het Ruhrgebied in Duitsland, met vestigingen in Essen, Duisburg, Bochum en Dortmund.

## Geschiedenis
De naam Folkwang is afkomstig vanuit de Noordse mythologie. De oprichting was een initiatief van de kunstverzamelaar Karl Ernst Osthaus (1874-1921), die ook de stichter was van het Museum Folkwang. De "Folkwang-school" werd officieel in 1927 door operadirecteur Rudolf-Schulze Dornburg en de choreograaf Kurt Jooss opgericht met als doel interdisciplinair en vakoverschrijdend op te leiden in muziek, dans en taal. Met medewerking van Rudolf von Laban en Jooss werd de vakschool vanaf 1929 tot het toonaangevende Duits instituut voor de dans. In 1963 werd de "Folkwang-school" de status van hogeschool verleend en in 2010 die van universiteit.

## Structuur
De instelling is onderverdeeld in vier vakgebieden (Fachbereiche):
1. directie, jazz, kamermuziek, compositie, concertexamens, orkestinstrumenten, toetseninstrumenten
2. kerkmuziek, lerarenopleiding, muziekpedagogiek, musicologie
3. zang/muziektheater, musical, physical theatre, toneel, toneelregie, dans
4. fotografie, grafische vormgeving, industriële vormgeving

De Folkwang Universität heeft twee dependances buiten Essen: in 1972 kwam het Hochschulinstitut für Musik in Duisburg erbij en in 2000 de toneelopleiding te Bochum. Bovendien participeert de instelling sinds 2004 is het Orchesterzentrum NRW te Dortmund, samen met de drie andere hogescholen voor muziek in Noordrijn-Westfalen.

## Bekende professoren en studenten
- Pina Bausch, choreograaf
- Boris Bloch, professor en pianist
- Stefan Blunier, dirigent
- Max Burchartz
- Andrea Clausen, actrice
- Kurt Edelhagen, jazzmusicus en orkestleider
- Gernot Endemann, acteur
- Tommy Finke, componist en songwriter

- Ulrike Frank, actrice
- Agnes Giebel, zangeres
- Reinhild Hoffmann, choreograaf
- Nicolaus A. Huber, componist
- Diether Krebs, acteur
- Susanne Linke, choreograaf
- Ernest Majo, componist en dirigent
- Krzysztof Penderecki, componist

- Jürgen Prochnow, acteur
- Hagen Rether, cabaretier
- Klaus Rinke, conceptueel kunstenaar
- Armin Rohde, acteur
- Thekla Carola Wied, actrice
- Frank Peter Zimmermann, violist
- Hans Züllig, danser